# Земля мого дитинства
«Земля мого дитинства» (рос. «Земля моего детства») — російський радянський художній фільм 1986 року режисера Анатолія Ниточкіна.

## Сюжет
Понад двадцять років тому село Лужне оголосили неперспективним і розорали заплавні луки. Але знайшлися люди, які захотіли відродити родючі землі та покинуте село...

## У ролях
- Олена Попова
- Дмитро Матвєєв
- Іван Лапиков
- Олександр Головков
- Тетяна Агафонова
- Юрій Назаров
- Любов Соколова
- Артур Ніщонкін
- Анатолій Соловйов
- Михайло Семаков
- Лариса Лужина
- Владислав Толдики
- Микола Волков
- Микола Погодін
- Олександра Назарова
- Сергій Юртайкин
- Галина Калашникова
- Ірина Токарчук
- Галина Самохіна

## Творча група
- Сценарій: Лариса Ягункова
- Режисер: Анатолій Ниточкін
- Оператор: Фелікс Кефчіян
- Композитор: Едуард Артем'єв